# Alfonso Cavaliere
Alfonso Giuseppe Cavaliere (Crotone, 27 agosto 1933) è un astrofisico e cosmologo italiano, socio dell'Accademia Nazionale dei Lincei dal 1988. Coordinatore di vari progetti in campo astronomico a livello nazionale, divenne membro delle più prestigiose associazioni di astrofisica del mondo; nell’arco di oltre trent’anni, Cavaliere è stato anche autore di oltre 150 tra pubblicazioni e ricerche che hanno attirato l'attenzione della comunità scientifica internazionale.

## Biografia
Laureato cum laude in Fisica all'Università "La Sapienza" di Roma nel 1957, collaborò come ricercatore nel Laboratorio Gas Ionizzati del CNEN dal 1959 al 1969, anno quest'ultimo in cui lavorerà come research associate ESRO-NASA presso il Center for Space Research del MIT. Tra il 1970 e il 1972 seguirono altri due incarichi: il primo come Senior Scientist presso l'AS&E (American Science and Engineering) di Cambridge, nel Massachusetts, dove fu inserito nel programma per lo sviluppo di ricerca sui raggi X cosmici e sul lancio del satellite Uhuru guidati da Riccardo Giacconi (futuro premio Nobel per la fisica); il secondo come Visiting Scientist presso il Centro europeo per l'osservazione della Terra dell'ESA.
Già libero docente di Fisica del plasma, nel 1972 divenne professore incaricato di Astronomia presso l'Università dell'Aquila.
Professore ordinario di Astrofisica presso l'Università "Tor Vergata" di Roma, nel 1992 è stato eletto membro dell'Academia Europæa.

## Opere
- La comunicazione extraterrestre, in La riscoperta del cielo, a cura di Livio Gratton, Milano, Edizioni scientifiche e tecniche Mondadori, 1976;
- Frecce del tempo, in Il libro dell’anno 2003, Roma, Istituto dell'Enciclopedia Italiana, 2003.

### Pubblicazioni scientifiche
- Cavaliere, A., Morrison, P, Wood, K., 1971, On Quasar Evolution, ApJ 170, 223 (51 citazioni)
- Gursky, H., Giacconi, R., Cavaliere, A., 1972, X-ray Emission from Rich Clusters of Galaxies, ApJ, 173L, 99 (87 citazioni)
- Cavaliere, A., Fusco-Femiano, R., 1976, X Rays from Hot Plasma in Clusters of Galaxies, A&A, 49, 137 (883 citazioni)
- Cavaliere, A., Fusco-Femiano, R., 1978, The Distribution of Hot Gas in Clusters of Galaxies, A&A, 70, 677 (290 citazioni)
- Cavaliere, A., Danese, L., de Zotti, G., 1979, Cosmic Distances from X-ray and Microwave Observations of Cluters of Galaxies, A&A, 75, 322 (60 citazioni)
- Cavaliere, A., Morrison, P., 1980, Extreme Nonthermal Radiation from Active Galactic Nuclei, ApJ, 238L, 63 (50 citazioni)
- Cavaliere, A., Santangelo, P., Tarquini, G., Vittorio, N., 1986, The Dynamical Evolution of Clusters of Galaxies, ApJ, 305, 651 (79 citazioni)
- Cavaliere, A., Padovani, P., 1988, Eddington Ratios as a Constraint on the Activity Pattern of the Active Galactic Nuclei, ApJ, 333L, 33 (54 citazioni)
- Cavaliere, A., Padovani, P., 1989, The Connection between Active and Normal Galaxies, ApJ, 340L, 5 (56 citazioni)
- Cavaliere, A., Colafrancesco, S., Menci, N., 1992, Merging in Cosmic Structures, ApJ 392, 41 (60 citazioni)
- Governato, F., Tozzi, P., Cavaliere, A., 1995, Small Groups of Galaxies, a Clue to a Criticai Universe, ApJ 458,18 (80 citazioni)
- Cavaliere, A., Menci, N., Tozzi, P., 1997, The Luminosity - Temperature Relation for Groups and Clusters of Galaxies, ApJ, 484 L, 21 (117 citazioni)
- Cavaliere, A., Menci, N., Tozzi, P., 1998, Diffuse Baryons in Groups and Clusters of Gakaxies, ApJ, 501, 493 (83 citazioni)
- Cavaliere, A., Menci, N., Tozzi, P., 1999, Hot gas in Clusters of Galaxies: the Punctuated Equilibria Model, MNRAS, 308, 599 (78 citazioni)
- Cavaliere, A., Vittorini, V., 2000, The Fall of the Quasar Population, ApJ, 543, 599 (109 citazioni)
- Cavaliere, A., D'Elia, V., 2002, The Blazar Main Sequence, ApJ, 571, 226 (101 citazioni)
- Cavaliere, A., Lapi, A., Menci, N., 2002, Quasar Feeedback on the Intracluster Medium, ApJ, 58IL, 1 (74 citazioni)
- Menci, N., Cavaliere, A. et al., 2002, Binary Aggregations in Hierarchical Galaxy Formation; the Evolution of the Galaxy Luminosity Function, ApJ, 575, 18 (72 citazioni)
- Menci, N., Cavaliere, A., 2003, Quasar Evolution Driven by Galaxy Encounters in Hierarchical Structures, ApJ, 587L, 63 (56 citazioni)
- Menci, N., Cavaliere, A. et al., 2004, Early Hierarcchical Formation of Massive Galaxies Triggered by Interactions, ApJ, 604, 12 (64 citazioni)
- Lapi, A., Cavaliere, A., Menci, N., 2005, Intracluster and Intragroup Entropy from Quasar Activity, ApJ, 619, 60L (70 citazioni)
- Tramacere, A., Massaro, F., Cavaliere, A., 2007, Signatures of Synchtrotron Emission and of Electron Acceleration in the X-ray Spectra of Mrk 421, A&A, 466, 521 (60 citazioni)
- Menci, N., Fiore, F., Puccetti, S., Cavaliere, A., 2008, The Blast Wave Model for AGN Feedback: Effects of the AGN Obscuration, ApJ, 686, 319 (112 citazioni)
- Massaro, F., Tramacere, A., Cavaliere, A. et al., 2008, X-ray Spectral Evolution of TeV BL Lacertae Objects (60 citazioni)